# Kétszáz magyar forint (érme, 2009)
A 2009-től vert bicolor kétszázforintos érme 2009. június 15-én került forgalomba. Az előlapot az interneten szavazók választhatták ki két híd, két védett növény és két madár közül. A kétszázforintos bankjegyet váltotta fel az új 200-as, annak 2009. november 15-i kivonásáig, fokozatosan.

## Leírás

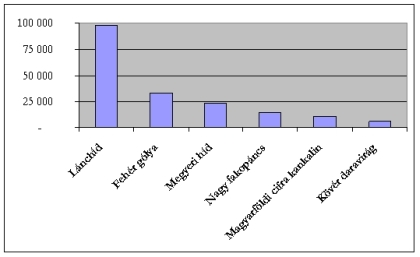
A szavazás eredménye

A két héten át tartó szavazáson a lakosság tetszését leginkább a Lánchíd (52%) nyerte el, majd a fehér gólya (18%) és a Megyeri híd (13%) következik. Negyedik lett a fakopáncs (8%), utolsó előtti a cifra kankalin (6%), a sort pedig a kövér daravirág (3%) zárja.
A forint történetében először fordult elő, hogy egy pénzen szereplő motívumot azok választották ki, akik nap mint nap kézbe veszik majd. A szavazáson résztvevők magas száma azt mutatja, hogy a lakosság valóban fontosnak tartotta, hogy elmondhassa véleményét és részt vehessen az új 200-as kialakításában.
A papírpénzről érmére váltás hátterében elsősorban a nemzetgazdasági megtakarítás és az a hosszú távú jegybanki cél áll, hogy az MNB megkönnyítse a lakosság majdani átállását az euróra. Az érmét 2009. június 15-én hozták forgalomba. A 200 forintos bankjegy 2009. november 15-ig szintén törvényes fizetőeszköz maradt.

## Külső hivatkozások
- Forint.hu
- Forint Portál – az összes forgalmi forintérme képe